# William Jackson (curler)
William Kilgour Jackson (ur. 14 marca 1871 w Lamington, zm. 26 stycznia 1955 w Symington) – szkocki curler, skip pierwszej mistrzowskiej drużyny olimpijskiej w curlingu. Reprezentował Royal Caledonian Curling Club. Wielka Brytania wysoko wygrywając dwa mecze zdobyła złoty medal na Zimowych Igrzyskach Olimpijskich 1924.
Curling na pierwszych igrzyskach uważany był za dyscyplinę pokazową do 2006, medale członkom drużyny zostały przyznane pośmiertnie. Wówczas status pierwszego złota dla Wielkiej Brytanii stracił medal wywalczony przez curlerki (Rhona Martin) w 2002.
W latach 1933–1934 Jackson był prezydentem Royal Caledonian Curling Club, instytucja ta pełniła wówczas funkcję Światowej Federacji Curlingu. William był ojcem Laurence’a Jacksona.

## Drużyna
|          | Skład |
| -------- | --- |
| ZIO 1924 | William Kilgour Jackson, Robin Welsh, Thomas Murray, Laurence Jackson, John T. S. Robertson-Aikman, John McLeod, William Brown, Delaval Astley |